# Anabarhynchus kampmeierae
Anabarhynchus kampmeierae är en tvåvingeart som beskrevs av Irwin och Lyneborg 1989. Anabarhynchus kampmeierae ingår i släktet Anabarhynchus och familjen stilettflugor. Inga underarter finns listade i Catalogue of Life.